# Baulny
Baulny település Franciaországban, Meuse megyében. Lakosainak száma 20 fő (2022. január 1.). Baulny Apremont, Exermont, Charpentry, Épinonville és Montblainville községekkel határos.

## Népesség
A település népességének változása:
| Lakosok száma | 15   | 15   | 16   | 17   | 18   | 19   | 19   | 20   |
|               | 2013 | 2015 | 2017 | 2018 | 2019 | 2020 | 2021 | 2022 |